# لو ريتر
لو ريتر (بالإنجليزية: Lou Ritter)‏ هو عضو مجموعة ضغط وسياسي أمريكي، ولد في 27 سبتمبر 1925 في جاكسونفيل في الولايات المتحدة، وتوفي في 9 أبريل 2010 في Palm Valley, Florida ‏ في الولايات المتحدة بسبب سرطان. نشط حزبياً في الحزب الديمقراطي. وقد انتخب عمدة جاكسونفيل.